# Vlk rudohnědý
Vlk rudohnědý (Canis rufus, také vlk červený nebo vlk červenohnědý) je vzácná psovitá šelma žijící na jihovýchodě Spojených států.
Ve volné přírodě vlk rudohnědý vymřel do konce sedmdesátých let 20. století. V roce 1988 započala jeho reintrodukce ze zvířat chovaných v ZOO ve státě Severní Karolína. Reintrodukce byla úspěšná a vznikla populace více než padesáti divoce žijících zvířat.

## Popis
- Délka: 1–1,2 m
- Ocas: 25–35 cm
- Hmotnost: 18–41 kg
- Zbarvení srsti je žlutohnědé nebo skořicové, smíšené s šedou a černou barvou a na hřbetě je nejtmavší.
- Žije ve smečkách společensky organizovaných jako u vlka obecného.

## Historie
Vlk rudohnědý má původní přirozené prostředí v jihovýchodním a jiho-centrálním USA od Atlantského oceánu po centrální Texas, jihovýchodní Oklahomu a jihozápadní Illinois na západě. A na severu po Ohio River Valley, severní Pensyvalnii a jižní New York jižně k Mexickému zálivu. Kolem poloviny 20. století byl na pokraji vyhynutí kvůli tvrdému programu na potírání predátorů, ničení jejich habitatu a značné hybridizaci s kojoty. V pozdních 60. letech byly už pouze v malých počtech v západní Louisianě a východním Texasu.

Čtrnáct z těchto přeživších bylo vybráno jako počátek populace chované v zajetí. Ta byla chována v Point Defiance Zoo and Aquarium ve Washingtonu mezi lety 1974 a 1980. Po úspěšném experimentálním přemístění na Bulls Island u břehů Carolliny v roce 1978 byl vlk rudohnědý prohlášen za vyhynulého v divoké přírodě a v roce 1980 se začalo s pokusy o zpětné vypuštění.  V roce 1987 a 1989 byli vypuštěni první jedinci ze zajetí. Během let 1987–1994 bylo nakonec vypuštěno 63 těchto vlků. Jejich populace v roce 2012 čítala 100–120 jedinců. V důsledku jejich  nedostatečného prosazování Americkou US Fish and Wildlife Service se však populace v roce 2018 snížila na 40 a v roce 2019 dokonce na 14 jedinců.

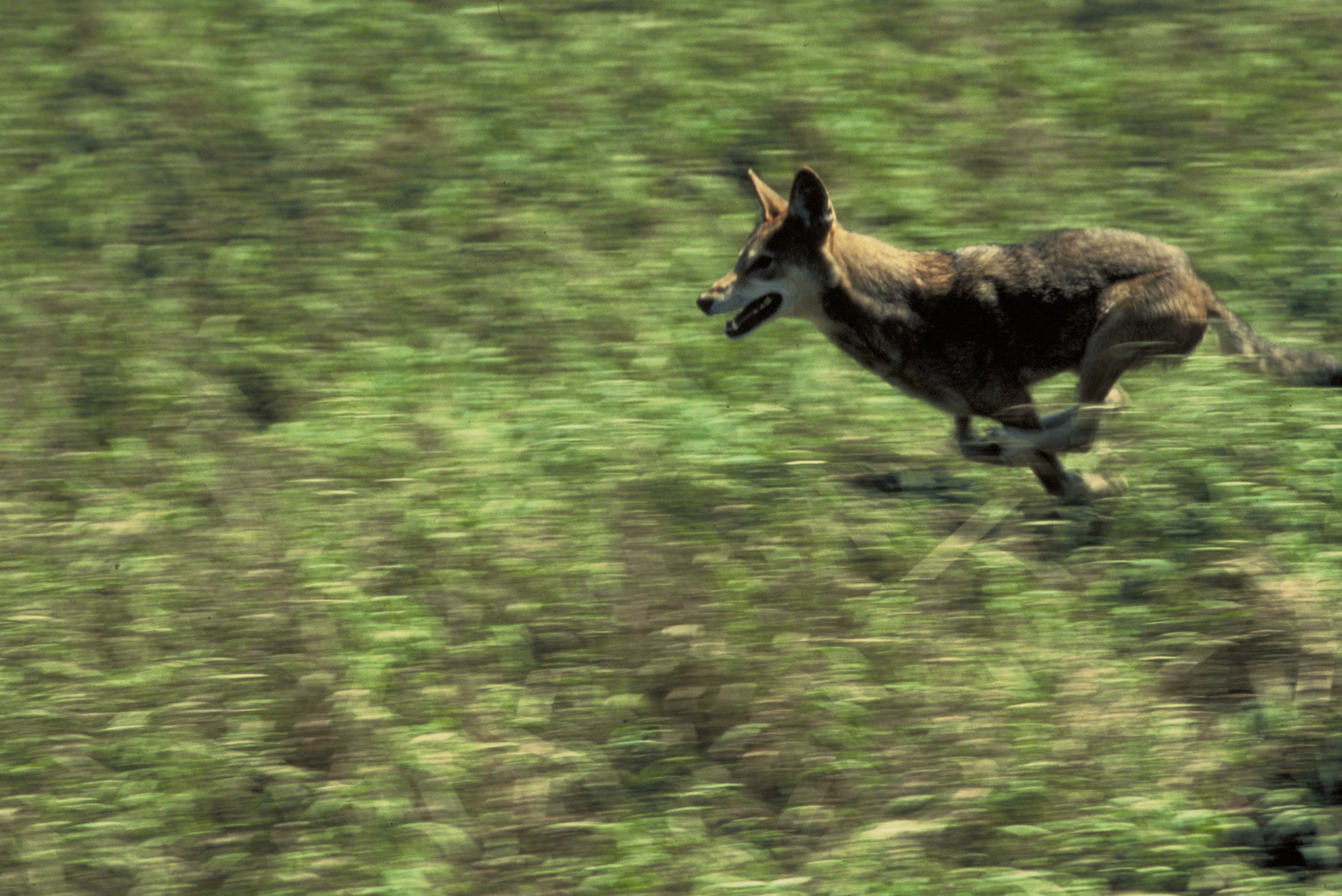
Vlk rudohnědý v běhu

## Potrava
Loví savce, např. králíky, nutrie a mývaly.

## Areál rozšíření
Původní areál rozšíření zahrnoval jihovýchod USA, v současnosti žije divoce pouze v Severní Karolíně.